# Gliese 913
Gliese 913 is een oranje dwerg op 55,84 lichtjaar van de zon in het sterrenbeeld Andromeda.